# Siete gritos en el mar
Siete gritos en el mar es una obra de teatro de Alejandro Casona, estrenada en Buenos Aires en 1952 y en España en 1968.

## Argumento
La obra se desarrolla en un barco, en el que viajan importantes personalidades. Al comienzo de la obra, el capitán comunica a su distinguida tripulación que van a ser torpedeados por un submarino alemán. Es entonces cuando, al sentir tan cerca y próxima su posible muerte, los pasajeros comienzan a reflexionar y explicar la auténtica verdad de sus vidas. Finalmente, se comprueba que todo procedía de un sueño de Santillana, quien, tras despertarse, consigue salvar a su amada Julia, que iba a suicidarse.   

## Estreno
- Teatro Reina Victoria, Madrid, 5 de septiembre de 1968.
  - Dirección: José Osuna.
  - Escenografía: Manuel Mampaso.
  - Intérpretes: Carlos Larrañaga, María Luisa Merlo, Mayrata O'Wisiedo, Doris Coll, Carlos Casaravilla, Rafael Navarro García, Miguel Ángel, Estanis González, Mario Alex, Carlos Ibarzábal, Antonio Carreras.